# Okip, Iampil
Okip (în ucraineană Окіп) este un sat în comuna Vozdvîjenske din raionul Iampil, regiunea Sumî, Ucraina.

## Demografie
Componența lingvistică a localității Okip
     Ucraineană (100%)
Conform recensământului din 2001, toată populația localității Okip era vorbitoare de ucraineană (100%).